# Ракетомоделизм

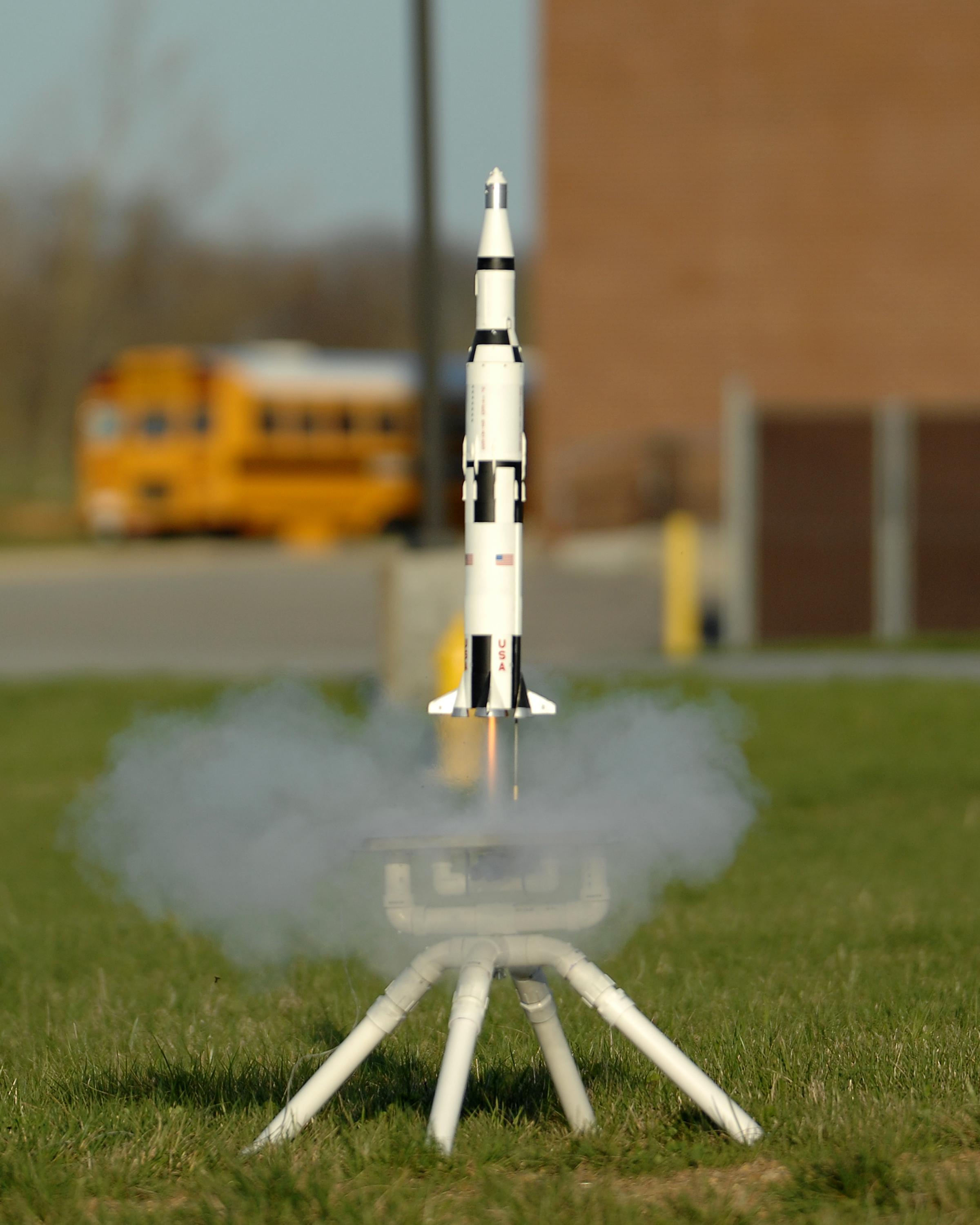
Старт модели-копии Saturn V

Ракетомоделизм — вид технического творчества, построение моделей ракет.
Запуски ракет можно проводить самостоятельно, организованно и на спортивных соревнованиях.
Обязательным условием является соблюдение правил техники безопасности.

## Конструкция ракеты

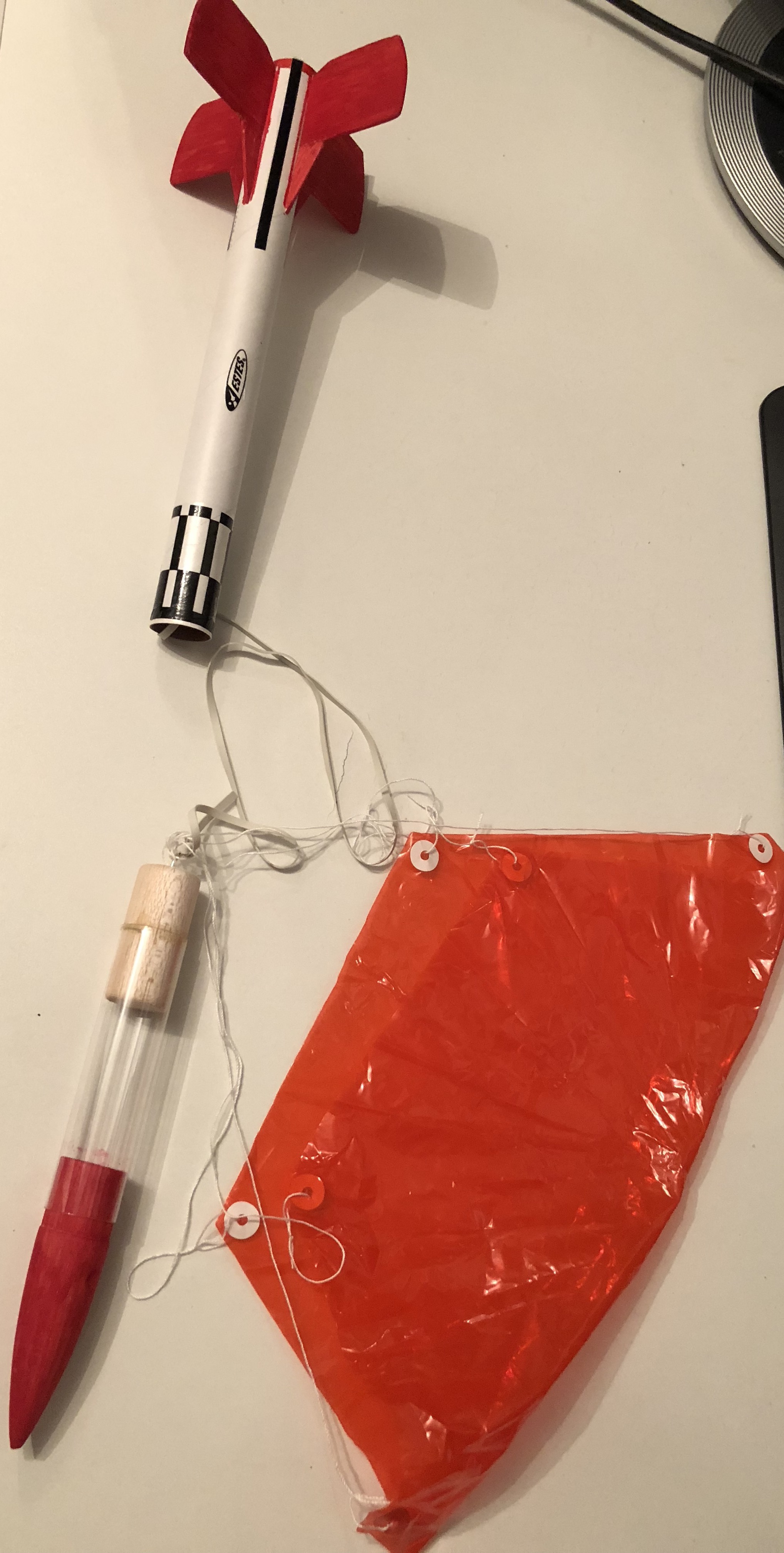
Модель ракеты 3022 Payloader II после сборки, готова к пуску: головной обтекатель показан снизу, в котором имеется место для полезной нагрузки; обтекатель соединён с хвостовой частью и снабжён парашютом; все части собираются вместе перед пуском, а после отработки двигателя срабатывает вышибной заряд, ракета в воздухе раскрывается как на рисунке и опускается на парашюте.

Простые модели строятся из лёгких материалов (картон, бальза) и используют одноразовые, твердотопливные двигатели.
Основные компоненты ракеты : головной обтекатель, корпус, направляющие кольца, стабилизаторы, двигатель и тормозная система (парашют или тормозная лента).
В качестве полезной нагрузки могут использоваться: миниатюрный альтиметр, фотоаппарат, видеокамера и другие устройства для проведения экспериментов и обучения.

## Двигатель

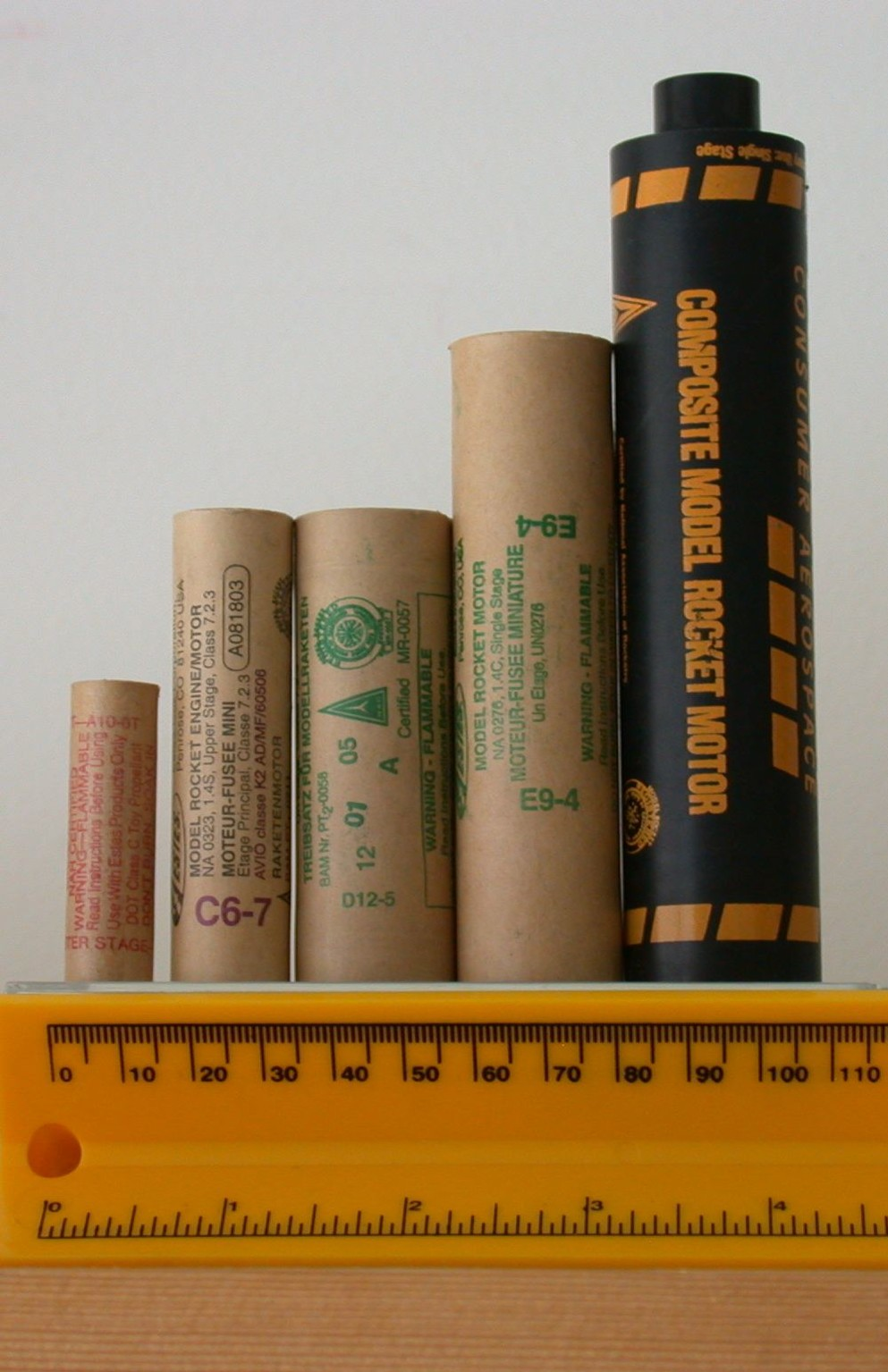
Двигатели. Слева направо, 13мм A10-0T, 18мм C6-7, 24мм D12-5, 24мм E9-4, 29мм G40-10.

Устройство модельного ракетного двигателя: сопло (1); оболочка (2); топливо (3); замедлитель (4); вышибной заряд (5); пыж (6)

Основные характеристики двигателей отражены на графике тяга-время где показаны время горения топлива и
развиваемая тяга.

### Классификация
Все двигатели подразделяются на классы в зависимости от суммарного импульса.
| Класс | Суммарный импульс, Н {\displaystyle \cdot } с |
| ----- | --------------------------------------------- |
| 1/4A  | 0.313-0.625 N·s                               |
| 1/2A  | 0.626-1.25 N·s                                |
| A     | 1.26-2.50 N·s                                 |
| B     | 2.51-5.0 N·s                                  |
| C     | 5.01-10 N·s                                   |
| D     | 10.01-20 N·s                                  |
| E     | 20.01-40 N·s                                  |
| F     | 40.01-80 N·s                                  |
| G     | 80.01-160 N·s                                 |

### Маркировка
Двигатели промышленного производства имеют маркировку на корпусе, численные значения параметров указаны в документации.

#### США
Стандартная маркировка двигателей, сделанных в США, состоит из трёхзначного кода. Например, в обозначении B6-4:
- первая буква — класс суммарного импульса (для класса B — в интервале 2,51-5,0 Н/с).
- первая цифра — усреднённая тяга, измеренная в ньютонах (для B6-4 тяга равна 6 Н).
- вторая цифра — время горения замедлителя (в секундах) (для B6-4 — 4 секунды).
  - Если вторая цифра — ноль (B6-0), то двигатель не имеет вышибного заряда или заглушки. Такие двигатели используются как первая ступень в многоступенчатых ракетах. Они сгорают и поджигают следующую ступень.
  - Если вместо второй цифры — буква «P» (англ. plugged, например E9-P), то двигатель без вышибного заряда и имеет заглушку. Используются в моделях, где не нужна стандартная система спасения, например в ракетопланах.

Компании, производящие двигатели, могут также использовать дополнительные буквенные обозначения для разных типов горючего или
других параметров, например:
- «T» — (англ. tiny — крошечный, например 1/4A3-3T) — серия двигателей компании Estes[6][7].

## Пусковая установка
Назначение пусковой установки — обеспечить вертикальное движение ракеты, пока не будет достигнута скорость стабильного полёта.
С помощью направляющих колец ракета крепится на направляющий стержень перед стартом.
Основные компоненты пусковой установки: стартовая плита, направляющий штырь, пульт управления, провода для подачи электропитания.

## Техника безопасности

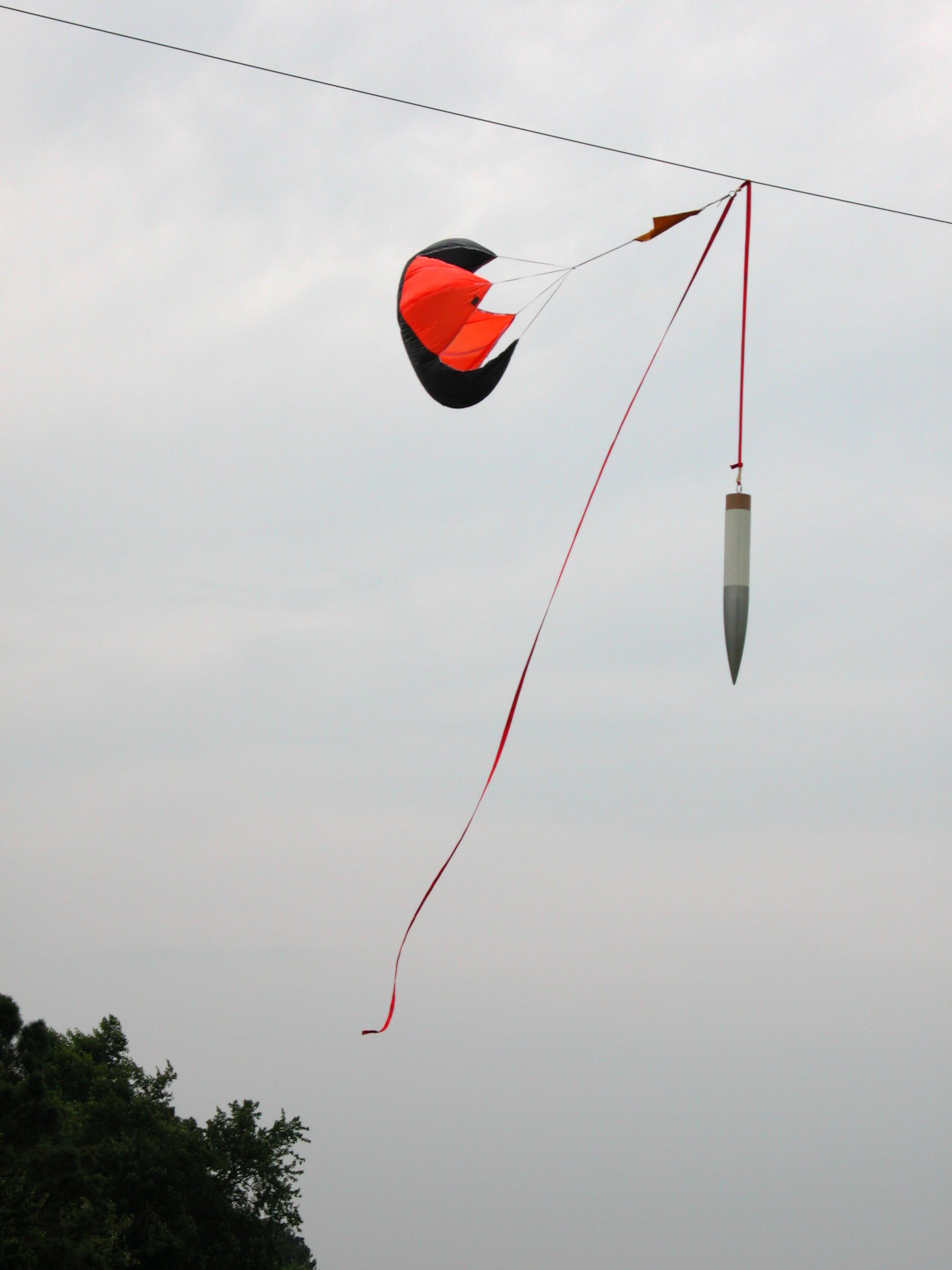
Типичная проблема после запуска.

Основные пункты техники безопасности принятые Национальной ассоциацией ракетомоделистов США
(NAR):
- использовать только лёгкие (не металлические) материалы для головного обтекателя, корпуса, стабилизаторов.
- использовать только сертифицированные, не изменённые двигатели.
- использовать электрическую систему запуска и зажигания.
- в случае неудачного старта — не приближаться к модели раньше, чем через 1 минуту.
- во время старта находиться на безопасном расстоянии:
  - 4,5 метра для двигателей класса D и менее мощных
  - 9 метров для двигателей мощнее, чем класс D
- ракета не должна весить больше 1500 грамм и не должна содержать более 125 граммов топлива.
- не запускать ракету в какие-либо цели, облака или вблизи от самолётов и не размещать на ракете горючие или взрывчатые вещества.
- не пытаться достать ракету с линий электропередач, высоких деревьев и других опасных мест.